# Gypsy Wildcat
Gypsy Wildcat é um filme de aventura estadunidense de 1944 dirigido por Roy William Neil e estrelado por Maria Montez, Jon Hall e Peter Coe. Foi lançado em 2 de agosto de 1944 pela Paramount Pictures.
Foi o quarto de uma série de filmes estrelados por Maria Montez e Jon Hall produzidos pela Universal, incluindo Arabian Nights de 1942, White Savage de 1943 e Cobra Woman de 1944.

## Elenco
- Maria Montez ...Carla
- Jon Hall ...Michael
- Peter Coe ...Tonio
- Nigel Bruce ...High Sheriff
- Leo Carrillo ...Anube
- Gale Sondergaard ...Rhoda
- Douglass Dumbrille ...Barão Tovar
- Curt Bois ...Valdi
- Harry Cording ...Capitão Marver